# Campidoglio (Denver)
Il Campidoglio di Denver (in inglese Colorado State Capitol) è la sede governativa dello Stato del Colorado, negli Stati Uniti d'America.
Progettato dall'architetto Elijah Myers, fu costruito nei primi anni 1890 e inaugurato nel novembre del 1894. La doratura della cupola fu aggiunta nel 1908.
Si trova ad un miglio di altezza sul livello del mare, da cui il soprannome della capitale, Mile-High City.